# Lista rezervațiilor naturale din județul Covasna
Lista rezervațiilor naturale din județul Covasna cuprinde ariile protejate de interes național (rezervații naturale), aflate pe teritoriul administrativ al județului Covasna, declarate prin Legea Nr. 5 din 6 martie 2000 (privind aprobarea Planului de amenajare a teritoriului național - Secțiunea a III-a - arii protejate), Hotărârea de Guvern Nr.2151 din 30 noiembrie 2004 (privind instituirea regimului de arie naturală protejată pentru noi zone) și Hotărârea de Guvern Nr.1143 din 11 octombrie 2007.

## Lista ariilor protejate
| Denumirea ariei protejate                                  | Cod       | Localizare                          | Categorie IUCN | Tip                        | Suprafață (ha) | Observații (foto)                        |
| ---------------------------------------------------------- | --------- | ----------------------------------- | -------------- | -------------------------- | -------------- | ---------------------------------------- |
| Dealul Ciocașului - Dealul Vițelului                       | RONPA0882 | jud. Covasna - 91% jud. Brașov - 9% | IV             | mixt                       | 910            | declarat HG 2151/2004                    |
| Mestecănișul de la Reci și Bălțile de la Ozun-Sântionlunca | RONPA0389 | Reci                                | IV             | mixt                       | 2.020          | Mestecănișul de la Reci                  |
| Cheile Vârghișului și peșterile din chei                   | RONPA0502 | Vârghiș                             | IV             | paleontologic și speologic | 1              | Cheile Vârghşului - Peştera Balász Orbán |
| Turbăria Ruginosu                                          | RONPA0941 | Zagon                               | IV             | botanic                    | 355            | declarat prin HG 1143/2007               |